# Savy
Savy ist eine französische Gemeinde mit 612 Einwohnern (Stand 1. Januar 2022) im Département Aisne in der Region Hauts-de-France (vor 2016 Picardie). Sie gehört zum Arrondissement Saint-Quentin, zum Kanton Saint-Quentin-1 und zum Gemeindeverband Pays du Vermandois.

## Geografie
Die Gemeinde Savy liegt acht Kilometer westlich von Saint-Quentin. Durch das Gemeindegebiet von Savy führt die Autoroute A29. Nachbargemeinden von Savy sind Holnon im Norden, Francilly-Selency im Nordosten, Dallon im Osten, Fontaine-lès-Clercs im Südosten, Roupy im Südwesten, Étreillers im Westen sowie Attilly im Nordwesten.

## Bevölkerungsentwicklung
| Jahr                       | 1962 | 1968 | 1975 | 1982 | 1990 | 1999 | 2006 | 2019 |
| Einwohner                  | 480  | 484  | 560  | 723  | 702  | 704  | 641  | 602  |
| Quellen: Cassini und INSEE |      |      |      |      |      |      |      |      |

## Sehenswürdigkeiten

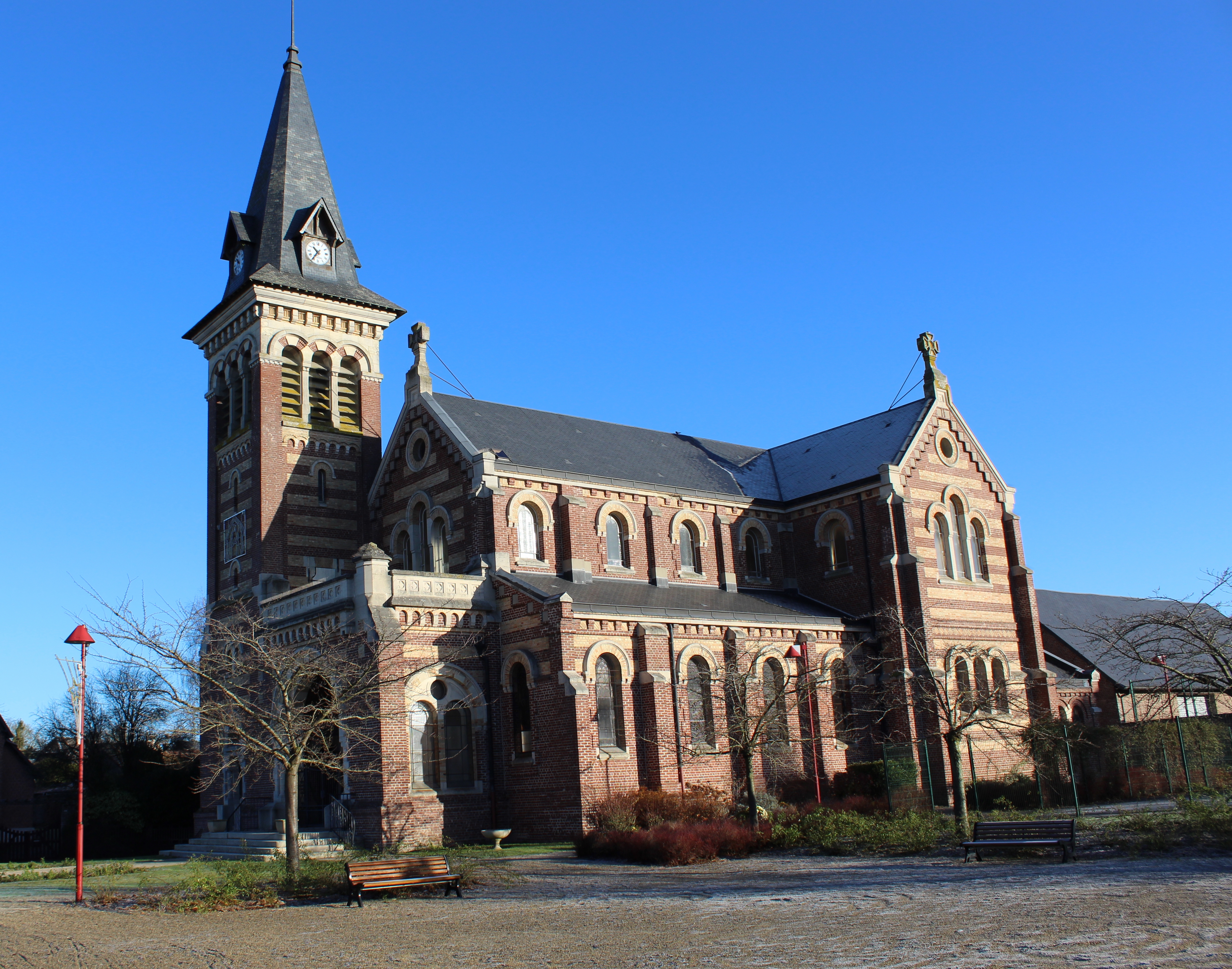
Kirche Saint-Martin
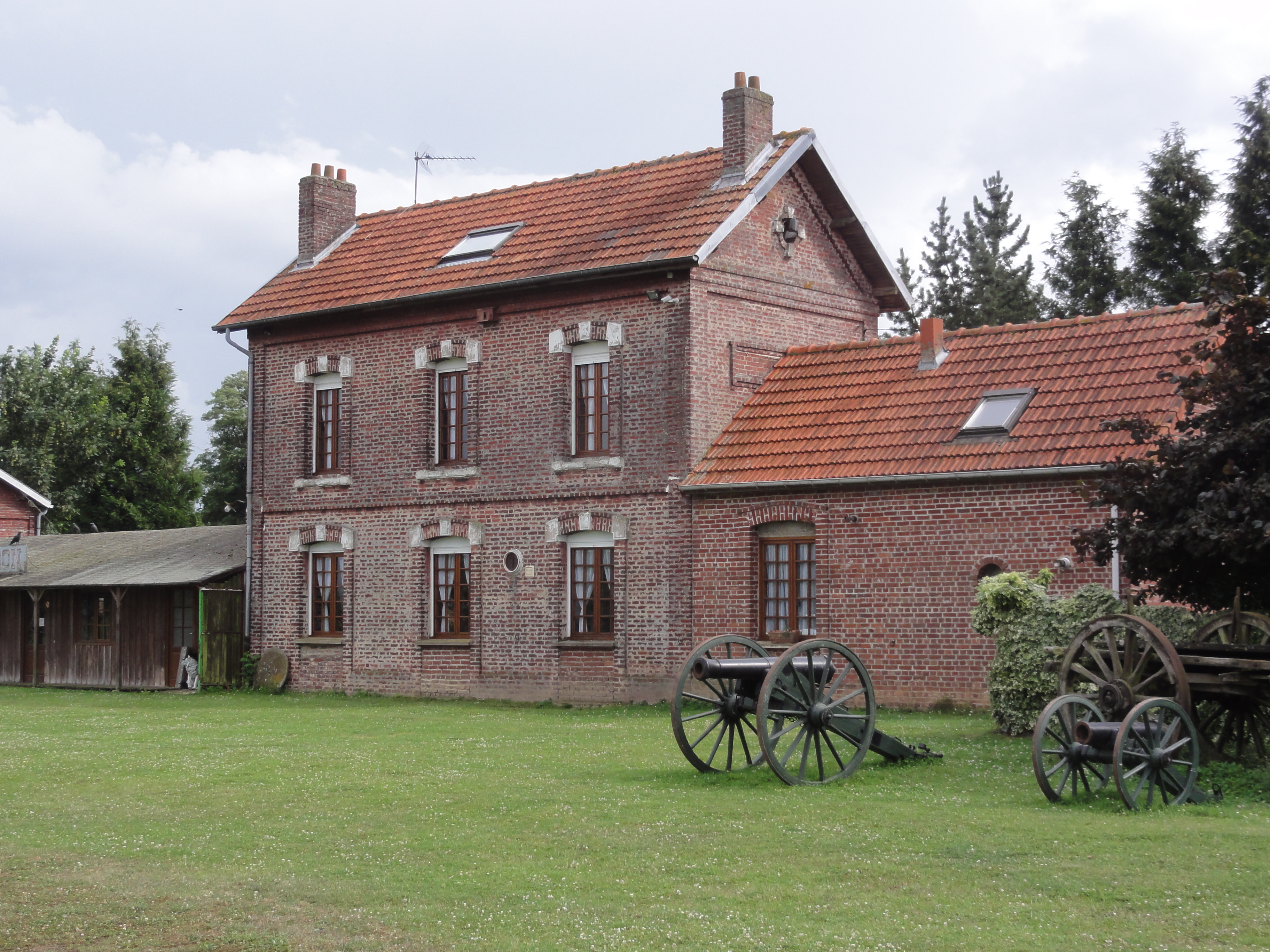
Ehemaliger Bahnhof
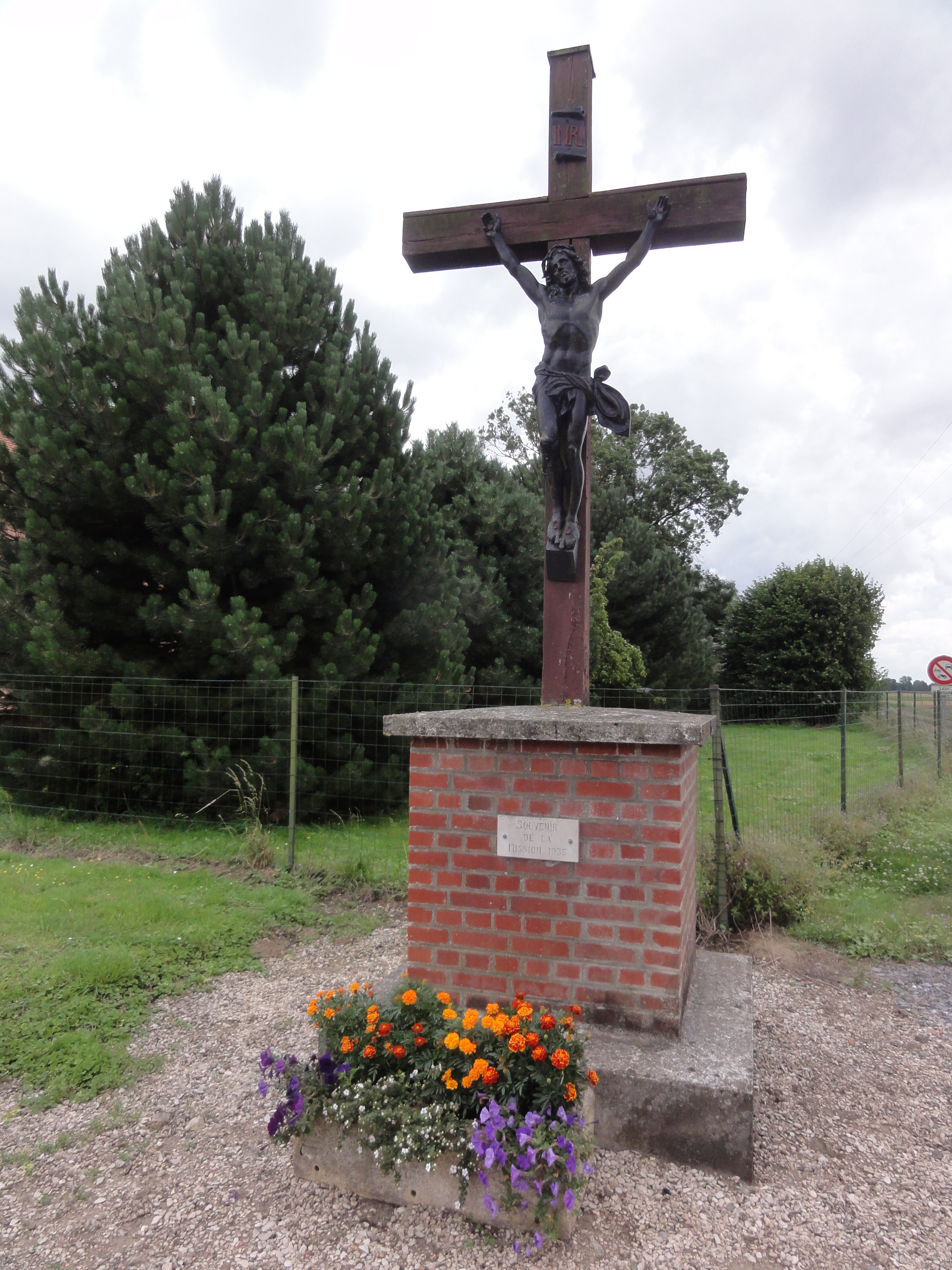
Wegkreuz
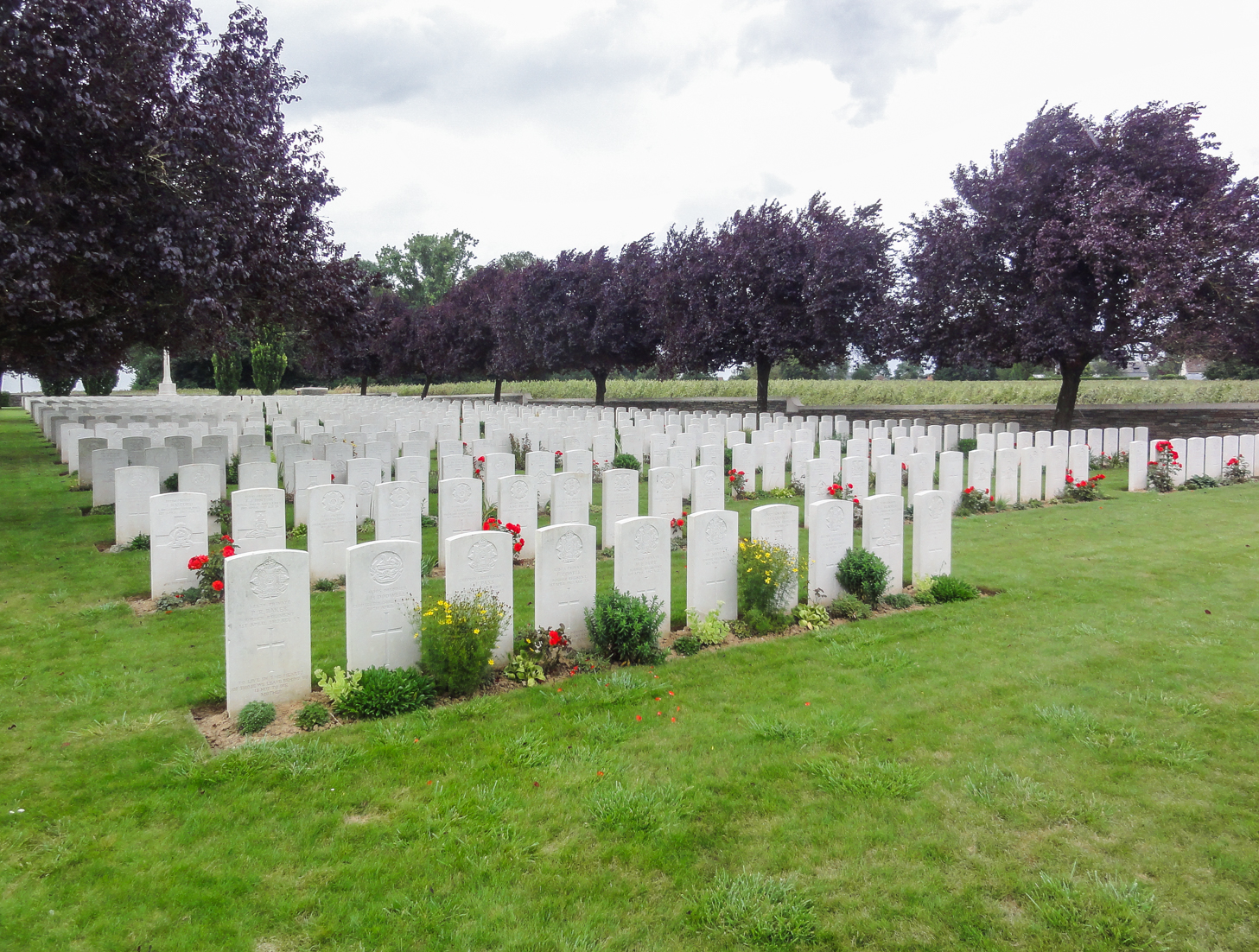
Britischer Soldatenfriedhof

- Wasserturm

- Kirche Saint-Martin
- Ehemaliger Bahnhof
- Wegkreuz
- Britischer Soldatenfriedhof